# Adrienne Ames
Adrienne Ames (właśc. Adrienne Ruth McClure; ur. 3 sierpnia 1907 w Fort Worth, zm. 31 maja 1947 w Nowym Jorku) – amerykańska aktorka filmowa.

## Wybrana filmografia
- 1931: Husband's Holiday jako Myrtle
- 1933: Broadway Bad jako Aileen
- 1933: Rozkoszne kłopoty jako Paulette
- 1935: Czarna owca jako Mrs. Millicent Bath
- 1939: Panama Patrol jako Lia Maing

## Wyróżnienia
Posiada swoją gwiazdę na Hollywoodzkiej Alei Gwiazd.